# Boonville, Indiana
Boonville är en stad (city) i Warrick County, i delstaten Indiana, USA. Enligt United States Census Bureau har staden en folkmängd på 6 306 invånare (2011) och en landarea på 7,8 km². Boonville är huvudort i Warrick County.